# 三次バスセンター

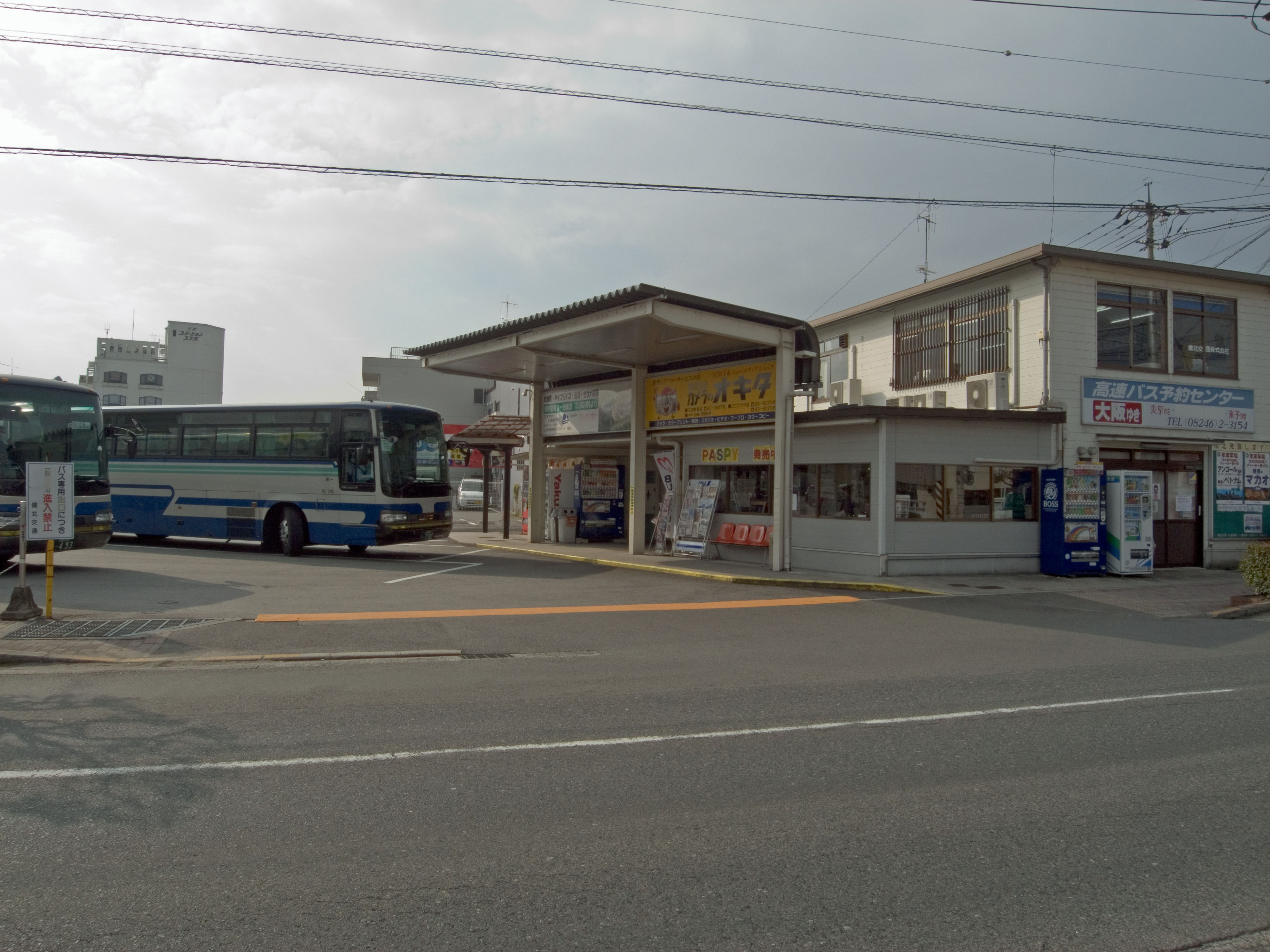
在りし日の三次バスセンター（2009年11月）

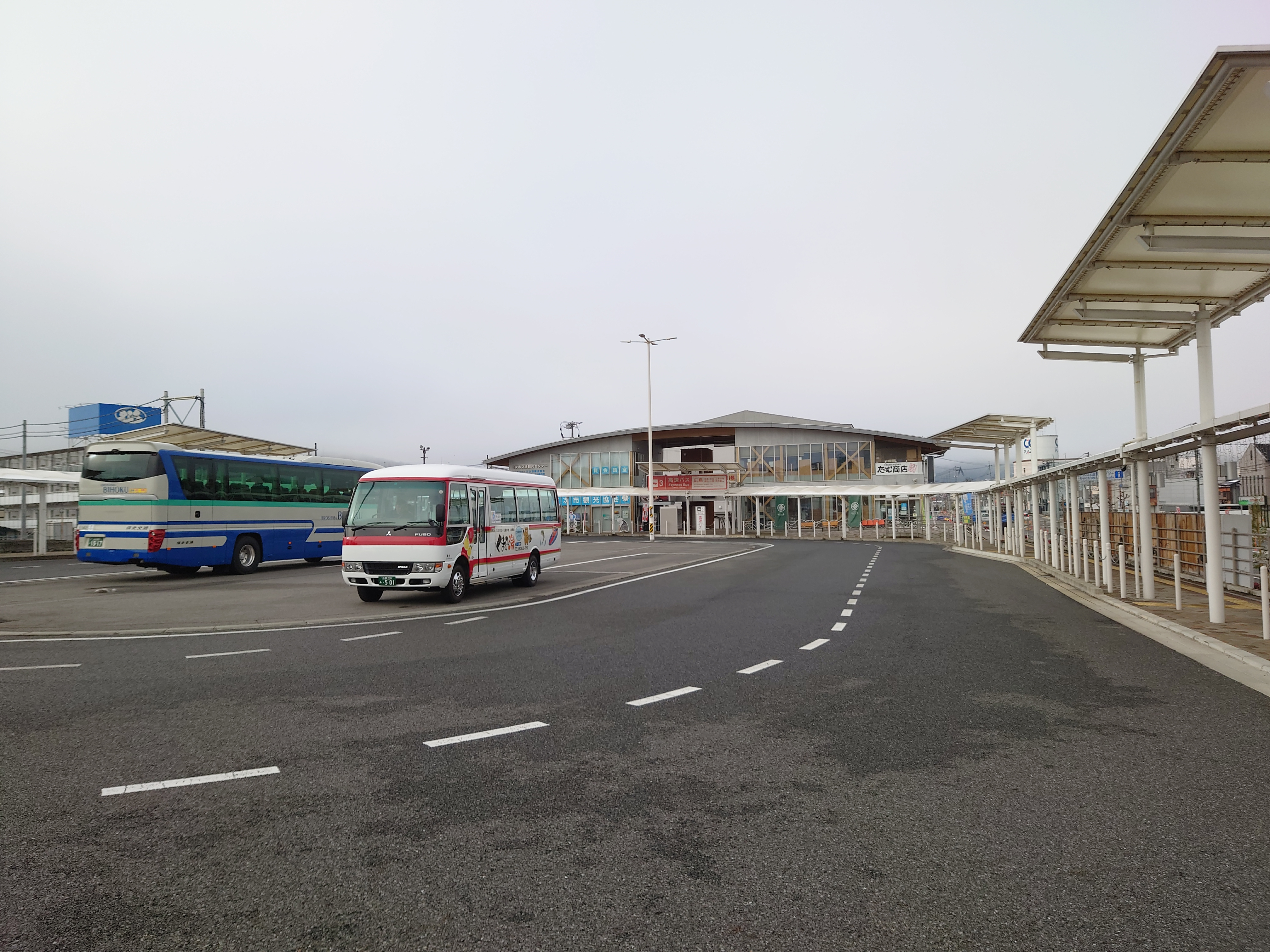
三次市交通観光センター(奥)およびバスロータリー(手前)（2022年1月）

三次バスセンター（みよしバスセンター） とは、広島県三次市十日市東一丁目5番10号にあったバスターミナル。三次市内を走る備北交通の路線バス（一部路線のみ）、および高速バスが発着していた。

## 概要
バスセンターと名乗っていたものの、発着箇所は一箇所しかなかった。そのため○番乗り場という番号なども当然ながら存在しなかった。待合室の中にはトイレと売店、自動販売機などがあった。また、備北観光三次営業所が同居した。
JR三次駅からは徒歩数分の位置にあったが、2015年5月18日にJR三次駅前（三次市十日市南一丁目2番23号）に移転し、「三次市交通観光センター」と改称した。旧三次バスセンター跡地もバス停としての機能は残され、備北交通たび館三次に乗り入れる停留所となり「三次（たび館三次前）」と改称した。売店は2015年5月のバスセンター機能移転以降はなくなり、自動販売機とトイレのみとなった。
2023年（令和5年）4月1日のダイヤ改正で「三次（たび館三次前）停留所」を廃止して三次駅前バスロータリーに集約することになった。なお、備北交通たび館三次は2023年4月以降に移転して営業を再開する予定である。
跡地はローソン三次十日市中央店となった。

## 発着路線

### 高速バス
広島 - 三次 - 庄原 - 東城線（広島電鉄・備北交通）
- 広島駅前・広島バスセンター - 三次バスセンター -（各停）- 三次小学校
- 広島駅前・広島バスセンター - 三次バスセンター - 庄原バスセンター （- 備北丘陵公園）
- 広島駅前・広島バスセンター - 三次バスセンター -（各停）- 広島県立大学 -（各停）- 庄原バスセンター
- 広島駅前・広島バスセンター - 三次バスセンター - 庄原バスセンター - （かんぽの郷庄原）- 東城駅前

大阪 - 新見・三次線（阪急バス）
- 阪急大阪梅田（阪急三番街高速バスターミナル）・新大阪 - 三次バスセンター

中国バス運行便は、三次駅前に発着し、2016年2月1日以降は、ここには停車しない。
なお、三次市に発着するその他の高速バスは、広島ドリーム名古屋号が三次駅に、グランドアロー号（松江線普通便）・みこと号（出雲線普通便）・浜田道エクスプレス（JRバス中国運行の大阪便）が三次インターチェンジに発着する。

### 路線バス
くるるんバス
なお、三次市に発着するその他の路線バスは、三次駅前に発着する。

## 周辺
- 三次駅（徒歩3〜5分）